# Пітлярське сільське поселення
Пітля́рське сільське поселення (рос. Питлярское сельское поселение) — сільське поселення у складі Шуришкарського району Ямало-Ненецького автономного округу Тюменської області Росії.
Адміністративний центр та єдиний населений пункт — село Пітляр.
Населення сільського поселення становить 475 осіб (2017; 501 у 2010, 538 у 2002).